# Neocaledoniella
Neocaledoniella is een geslacht van sponsdieren uit de klasse van de Hexactinellida.

## Soort
- Neocaledoniella caulophacoides (Tabachnick & Lévi, 2002)